# Charles Pascalis de Martignac
Pour les articles homonymes, voir Pascalis et Martignac.
Charles de la Pascalis de Martignac, né le 26 juin 1732 à Sommières (Gard), mort le 8 décembre 1793 à Berstheim (Bas-Rhin), est un général de division de la Révolution française.

## États de service
Il entre en service le 17 avril 1744 comme sous-lieutenant au régiment Royal-Roussillon, il passe lieutenant le 30 novembre 1745, et capitaine le 25 octobre 1746.
Le 26 décembre 1766 il devient major au régiment de Touraine, et il est nommé lieutenant-colonel le 29 septembre 1775 au régiment de Perche. Il est fait chevalier de Saint-Louis en novembre 1779.
Brigadier le 5 décembre 1781, il est promu maréchal de camp le 9 mars 1788, et lieutenant-général le 22 mai 1792 employé à l’armée du Rhin sous les ordres du général d’Harambure. 
Commandant de la place d’Huningue le 16 août 1792, il quitte son emploi et rejoint l’armée de Condé le 6 décembre suivant. 
Il est tué au combat de Berstheim le 8 décembre 1793.

## Sources
- (en) « Generals Who Served in the French Army during the Period 1789 - 1814: Eberle to Exelmans »
- Étienne Charavay, Correspondance général de Carnot, tome 1, imprimerie Nationale, 1893, p. 85.